# جاستيك (إلينوي)
جاستيك (بالإنجليزية: Justice)‏ هي قرية تقع في الولايات المتحدة في إلينوي. يقدر عدد سكانها بـ 12,926 نسمة .

## الموقع الجغرافي
الموقع الجغرافي للمناطق المحيطة بهذه النقطة هو كالتالي: